# Дунайська низовина
47°59′00″ пн. ш. 18°10′00″ сх. д. / 47.98333333° пн. ш. 18.16666667° сх. д.

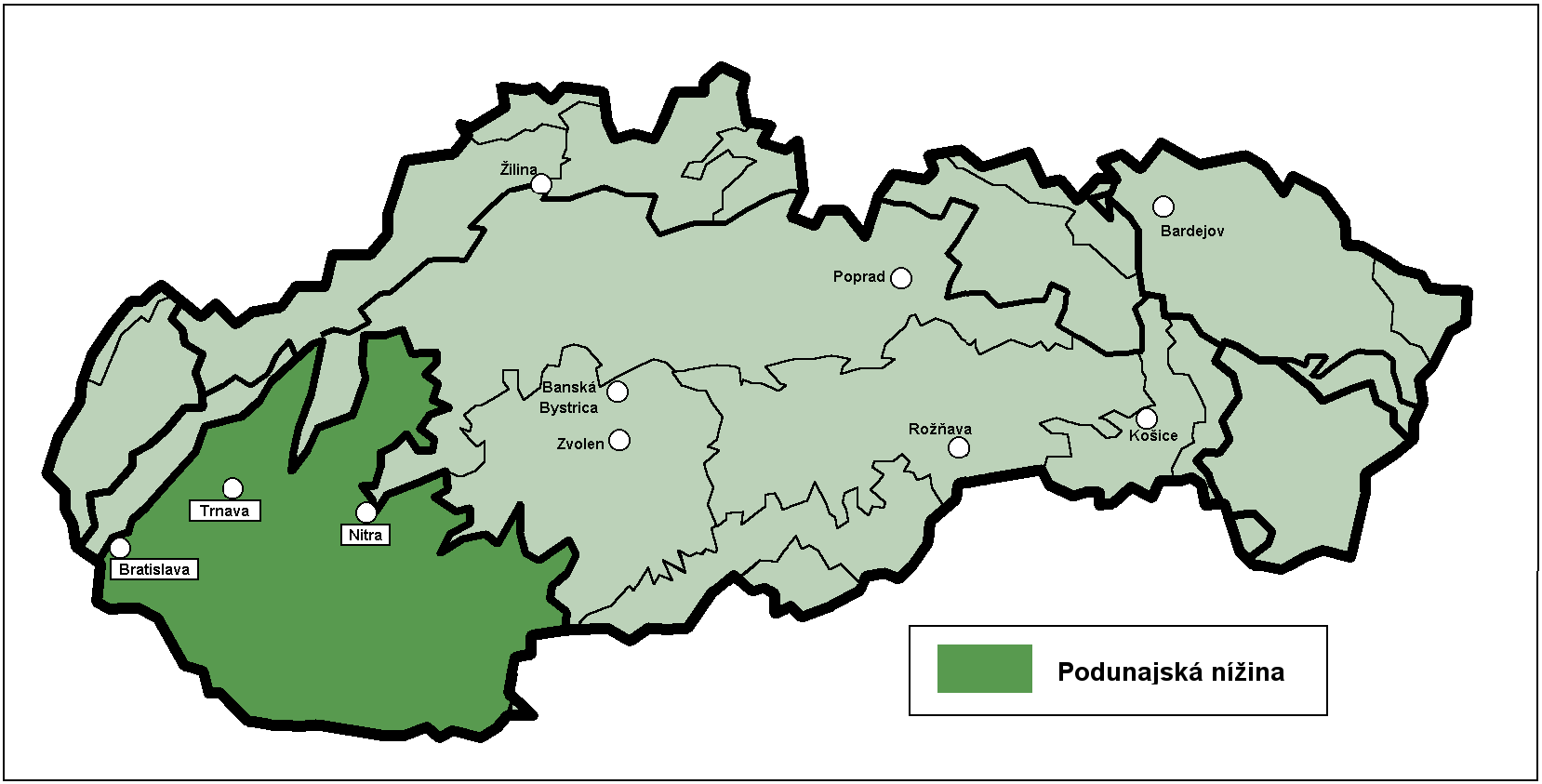
Розташування Дунайської низовини на мапі Словаччини

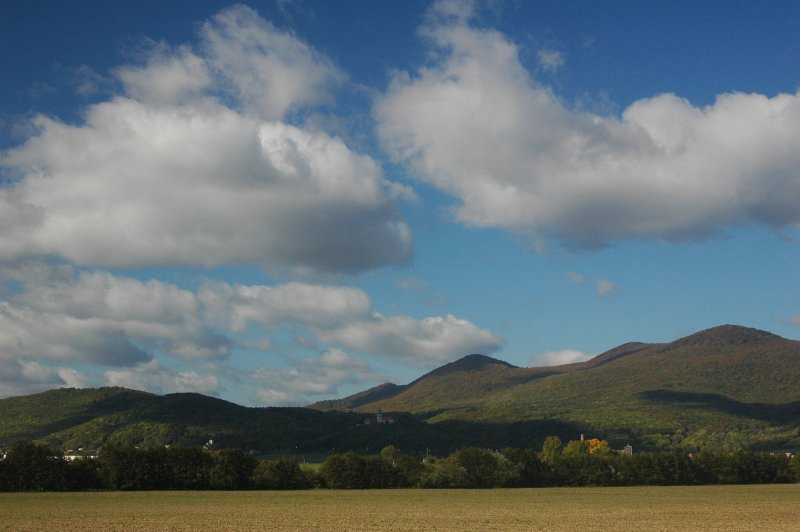
Краєвид з Трнавської низовини на Малі Карпати

Дунайська низовина (словац. Podunajská nížina) — частина Кішальфельду між Дунаєм, Малими Карпатами і іншими частинами Західних Карпат. Це відповідає тій частині Кішальфельду, який розташований на території Словаччини.
У геоморфологічному відношенні Дунайська низовина утворює разом з Нойзідльським басейном в Австрії і Дьєрським басейном в Угорщині єдину структуру, однак все ж, як правило, розглядається окремо. Дунайська низовина є великою тектонічною западиною, наповнену шаром осадових порід четвертинного періоду завтовшки 100-350 м. Низовина має поділ з двох частин:
- Горбиста місцевість на півночі (Podunajská pahorkatina)
- Дунайська рівнина на півдні (Podunajská rovina)

Регіон має сільськогосподарський характер. До найбільших населених пунктів, які знаходяться в Дунайської низовини, відносяться Топольчани, Нове Замки, Комарно, Левіце, Дунайська Стреда і Галанта. Ці міста є економічними і торговельними центрами регіону. У Дунайській низовині знаходяться також численні стародавні виноробні комуни, серед яких Святи Юр, Пезінок, Модра, а також курорти П'єштяни і Дудінце.
На півдні низовини, перш за все на Житньому острові, проживає велика угорська меншина.